# Chapadão do Lageado
Chapadão do Lageado é um município brasileiro do estado de Santa Catarina. Localiza-se a uma latitude 27º35'26" sul e a uma longitude 49º33'14" oeste, estando a uma altitude de 600 metros. Sua população conforme estimativa em 2019 era de 2 988 habitantes e sua área é de 124,412 km².

## História
Por volta de 1922, pioneiros de diversas regiões do Estado de Santa Catarina, principalmente dos municípios de Tubarão, Braço do Norte, Angelina, São José, Bom Retiro e Urubici, subiram de cargueiro a serra do Rio Lageado colonizando a região, trabalhando na agricultura, no cultivo da mandioca e do milho.[carece de fontes?] A maioria de origem Germânica denominou o lugar com o nome de Chapadão do Lageado. Lageado por haver muitas lajes no rio e Chapadão por estar situado na parte alta do Rio Lageado. Através da Lei Estadual nº 9.980, de 29 de novembro de 1995, foi criado o Município de Chapadão do Lageado, desmembrado de Ituporanga.

## Símbolos municipais

### Brasão
O Brasão do Município de Chapadão do Lageado foi criado em 31 de outubro de 1997, através da Lei Nº.0042/97. 
De estilo redondo, também denominado “Português” tem a seguinte representação simbólica: A COROA - representa a nobreza, a passagem de Distrito para Município; O ESCUDO - representa a bravura e a luta de seu povo em defesa dos interesses do seu Município; O SOL - representa a energia, o brilho e a vida; OS PÁSSAROS - representam a paz e a liberdade; A ARAUCÁRIA - representa a preservação da mata nativa em defesa do meio ambiente; O GALPÃO PARA FUMO - representa o preparo e armazenamento de uma fonte de riqueza do Município; HOMEM COM O TRATOR - representa o trabalho e o progresso; A CASA - representa a moradia que é um direito de todos; O MILHO, O FEIJÃO E A CEBOLA - representam a economia do Município.
O Brasão constitui-se de cinco cores predominantes com a seguinte representação; O AMARELO - simboliza a riqueza contida no solo e subsolo do Município; O AZUL - representa uma das cores da Bandeira Nacional, simboliza o céu, as nascentes, lageados e rios com as suas águas límpidas e cristalinas, constituindo e caracterizando o nome de Chapadão do Lageado”. O VERMELHO - simboliza a braveza e a coragem dos munícipes na luta pela emancipação do Município. Constitui também uma das cores da Bandeira de Santa Catarina; O VERDE - simboliza a esperança do povo Lageadense em ver o progresso e o desenvolvimento de sua terra. Constitui também uma das cores da Bandeira Nacional; O MARROM - representa a terra produtiva.

### Bandeira
A Bandeira do Município de Chapadão do Lageado foi criada em 31 de outubro de 1997, através da Lei Nº.0042/97.
De forma retangular, com as proporções da Bandeira Nacional, constitui-se de cinco cores: Verde Bandeira, Amarelo, Vermelho, Azul e Branco. Com as seguintes proporções e representações.
VERDE: representado por um triangulo escaleno, tendo 18,6 módulos de base, 13,0 módulos de altura e 22,6 módulos de hipotenusa. Esta ladeada por uma faixa azul. O VERDE simboliza a esperança do Povo Lageadense em ver o progresso e o desenvolvimento de sua terra, também constitui uma das cores da Bandeira Nacional.
AMARELO: representado por um triangulo retângulo escaleno, com as mesmas medidas do triangulo verde, porem, posicionado na base da Bandeira, com a hipotenusa margeada pela faixa diagonal vermelha. O AMARELO simboliza a riqueza contida no solo e subsolo do Município.
AZUL: constituído por uma faixa diagonal com 24,3 módulos de comprimento por 0,8 módulos de largura, ladeada pelas cores verde (lado superior) e vermelho (lado inferior) com suas extremidades indo do vértice inferior ao vértice superior da Bandeira. AZUL simbolizando o céu, as nascentes, lageados e rios com as suas águas límpidas e cristalinas, constituindo e caracterizando o nome de “Chapadão do Lageado”. Constitui também uma das cores da Bandeira Nacional.
VERMELHO: representado por uma faixa diagonal oposta a faixa azul, tendo as mesmas medidas destas, ladeadas pelas cores azul e amarelo. O VERMELHO simboliza a braveza e coragem dos Munícipes na luta pela emancipação do Município. Constitui também uma das cores da Bandeira de Santa Catarina.
BRANCO: representada por um círculo, com 7,7 módulos de diâmetro, onde está estampado o Brasão do Município. A cor BRANCA simboliza a paz e a pureza contida no povo Lageadense.

## Política

### Lista de Prefeitos eleitos em Chapadão do Lageado - SC
O município foi emancipado em 1995. Seu primeiro prefeito foi eleito em 1996, o sr. Valmir Rosa Correia.
| Gestão    | Prefeito(a)           | Legenda | Vice-prefeito       | Votos | Referência |
| --------- | --------------------- | ------- | ------------------- | ----- | ---------- |
| 1997-2000 | Valmir Rosa Correia   | PMDB    | Antonio Bizatto     | 1083  | [ 6 ]      |
| 2001-2004 | Antonio Bizatto       | PMDB    | Salvio Herdt        | 1094  | [ 7 ]      |
| 2005-2008 | Antonio Bizatto       | PMDB    | José Bráulio Inácio | 969   | [ 8 ]      |
| 2009-2012 | José Bráulio Inácio   | PT      | Abel da Silva       | 1239  | [ 9 ]      |
| 2013-2016 | José Bráulio Inácio   | PT      | Orlando Paul        | 1096  | [ 10 ]     |
| 2017-2020 | Marli Goretti Kammers | PMDB    | Orlando Paul        | 1160  | [ 11 ]     |
| 2021-2014 | Abel da Silva         | PP      | Vorli Chiquio       | 1314  |            |

### Vereadores eleitos em Chapadão do Lageado - SC
| 1996 - Gestão 1997-2000  | 1996 - Gestão 1997-2000 | 1996 - Gestão 1997-2000 | 2000 - Gestão 2001-2004 | 2000 - Gestão 2001-2004 | 2000 - Gestão 2001-2004 |
| Vereador                 | Leg.                    | Votos                   | Vereador                | Leg.                    | Votos                   |
| Abel da Silva            | PMDB                    | 255                     | Adilson Michels         | PFL                     | 149                     |
| Salvio Herdt             | PMDB                    | 155                     | Agenor Jasper           | PMDB                    | 140                     |
| Agenor Jasper            | PMDB                    | 134                     | Alair da Silveira       | PMDB                    | 137                     |
| Sebastião Aires          | PPB                     | 100                     | Guilhermino Bilk        | PMDB                    | 133                     |
| Rogério Capistrano       | PMDB                    | 96                      | Vorli Chiquio           | PMDB                    | 130                     |
| Arno Paul                | PPB                     | 93                      | Sebastião Aires         | PPB                     | 122                     |
| Erone Manoel Maciel      | PPB                     | 87                      | Mauro Vergilio Demetrio | PPB                     | 97                      |
| Ivanir Fernandes Eduardo | PMDB                    | 65                      | Ivo Klettenberg         | PMDB                    | 94                      |
| Guilhermino Bilk         | PMDB                    | 61                      | Erone Manoel Maciel     | PPB                     | 83                      |

| 2004 - Gestão 2005-2008 | 2004 - Gestão 2005-2008 | 2004 - Gestão 2005-2008 | 2008 - Gestão 2009-2012 | 2008 - Gestão 2009-2012 | 2008 - Gestão 2009-2012 |
| Vereador                | Leg.                    | Votos                   | Vereador                | Leg.                    | Votos                   |
| Abel da Silva           | PFL                     | 170                     | Alair da Silveira       | PMDB                    | 150                     |
| Orlando Paul            | PSDB                    | 151                     | Lealberto Schneider     | PT                      | 144                     |
| Arnaldo Schneider       | PMDB                    | 136                     | Charles Aires           | PPS                     | 135                     |
| Mário da Silva          | PT                      | 130                     | Danilo Schmidt          | PMDB                    | 132                     |
| Orli Carlos Paul        | PMDB                    | 119                     | Orlando Paul            | PSDB                    | 128                     |
| Danilo Schmidt          | PMDB                    | 114                     | Nivaldo Mohr            | PP                      | 112                     |
| Alair da Silveira       | PMDB                    | 109                     | José Roling             | PT                      | 109                     |
| Sebastião Aires         | PP                      | 107                     | Arlindo Stein           | PP                      | 105                     |
| Vorli Chiquio           | PMDB                    | 103                     | Arnaldo Schneider       | PMDB                    | 101                     |

| 2012 - Gestão 2013-2016       | 2012 - Gestão 2013-2016 | 2012 - Gestão 2013-2016 | 2016- Gestão 2017-2020        | 2016- Gestão 2017-2020 | 2016- Gestão 2017-2020 |
| Vereador                      | Leg.                    | Votos                   | Vereador                      | Leg.                   | Votos                  |
| André Sebold                  | PSD                     | 192                     | Alcides Francisco Montibeller | PMDB                   | 183                    |
| Alcides Francisco Montibeller | PMDB                    | 167                     | Maurício de Andrade           | PT                     | 180                    |
| Ivam Carlos Pereira           | PT                      | 139                     | Cléia Freitas                 | PT                     | 179                    |
| Valcenir José de Oliveira     | PDT                     | 138                     | Edson Hoffman                 | PSD                    | 173                    |
| Maurício de Andrade           | PT                      | 137                     | Márcio Maciel                 | PP                     | 168                    |
| Nibar da Silva                | PP                      | 131                     | Alceu Pereira                 | PSD                    | 163                    |
| Amilton Carlos Westphal       | PMDB                    | 122                     | Cláudio José Eduardo          | PMDB                   | 156                    |
| Marcos Aurélio Jasper         | PSDB                    | 120                     | Juares Schneider              | PMDB                   | 155                    |
| Cleusa Francisco Schneider    | PMDB                    | 109                     | Valério Franzen               | PT                     | 104                    |

| 2017- Gestão 2021-2024         |      |       |
| Vereador                       | Leg. | Votos |
| Emerson Donizete Rengel        | MDB  | 270   |
| Cleide Joanita Machado Franzen | PT   | 234   |
| Rogério Capistrano             | PT   | 215   |
| Alceu Pereira                  | PSD  | 192   |
| Ivan Carlos Pereira            | PP   | 191   |
| Sérgio Schneider               | MDB  | 160   |
| Marcelo Leandro Marquez        | PP   | 153   |
| Márcio Maciel                  | PP   | 132   |
| Regiane Marquez                | PSD  | 124   |